# 9. миленијум п. н. е.
9. миленијум пре нове ере означава почетак неолитског периода.
Пољопривреда се шири Плодним полумесецом као и коришћење грнчарије. Веће насеобине, као што је Јерихон настају на трговинским рутама. Северна Евроазија поново бива насељена након што су се глечери повукли. Светска популација броји неколико милиона људи, вероватно испод 5 милиона.

## Догађаји
- око 9000. п. н. е. - Медитеран - Почиње насељавање медитеранских острва.
- око 8500—7370. п. н. е. - Основан Јерихон са 2.000 становника.
- око 8300. п. н. е. - Велика Британија - Номадски ловци стижу у Енглеску

## Природне промене
- око 9000. п. н. е. Привремено глобално хлађење, пошто се Голфска струја повлачи на југ, и Европа се леди (1990 Rand McNally Atlas)
- око 8000. п. н. е. - Антарктик - Почиње дугорочно топљење леда на Антарктику
- око 8000. п. н. е. - Азија - Подизање нивоа мора узроковано постглацијалним отопљавањем

## Изуми и открића
- око 8500. п. н. е. - Становници Анда култивишу љуте папричице и две врсте пасуља.
- око 8400. п. н. е. - Припитомљавање пса у Ајдаху.
- око 8000. п. н. е. - Месопотамија - Појава пољопривреде у Месопотамији.
- око 8000. п. н. е. - Азија - Припитомљавање свиње у Кини и Турској.
- око 8000. п. н. е. - Блиски исток - Припитомљавање овце и козе.
- око 8000. п. н. е. - Азија - Докази о припитомљавању пса од вука.